# William Goate
William Goate (12. januar 1836 i Fritton – 24. oktober 1901 i Southsea) var en engelsk modtager af Victoriakorset, den højeste og meget velanskrevet pris for tapperhed, der kan tildeles til de britiske og Commonwealth soldater.
Goate var 22 år gammel spydkorporal i britiske hær i løbet af det Sepoy-oprøret. Den 6. marts 1858 i Lucknow, i overværelse af en mængde af fjenden, gemte han major Smyth. For sin tapperhed, blev han tildelt Victoriakorset. Han senere også opnået rang af korporal.
Goate blev begravet i Highland Road Kirkegård (jordlod E, rad 5, grav 20). Et mindesmærke blev rejst i oktober 2003. Goates Victoriakorset er i dag udstillet i Derby Museum and Art Gallery.